# Schirokoje (Kaliningrad)
Schirokoje (russisch Широкое, deutsch Strobehnen und Storchnest, Kreis Preußisch Eylau) ist der gemeinsame Name zweier ursprünglich eigenständiger Orte in der russischen Oblast Kaliningrad (Gebiet Königsberg (Preußen)). Sie gehören zur Dologorukowskoje selskoje posselenije (Landgemeinde Dolgorukowo (Domtau)) im Rajon Bagrationowsk (Kreis Preußisch Eylau).

## Geographische Lage
Schirokoje liegt im russisch-polnischen Grenzgebiet westlich von Bagrationowsk (Preußisch Eylau) an einer Nebenstraße, die die Rajonshauptstadt mit Dolgorukowo (Domtau) verbindet und weiter bis nach Pogranitschnoje (Hussehnen) verläuft. Bis 1945 bestand über die Station Stablack (heute russisch auch: Dolgorukowo) Anschluss an die Bahnstrecke von Heiligenbeil (Mamonowo) über Zinten (Kornewo) nach Bagrationowsk, die jetzt aber nur für militärische Zwecke genutzt bzw. gänzlich stillgelegt worden ist.

## Geschichte

### Bis 1945

#### Schirokoje/Strobehnen
Das früher Strobehnen genannte Dorf liegt vier Kilometer von Bagrationowsk (Preußisch Eylau) entfernt und besteht aus wenigen großen und kleinen Höfen. Im Jahre 1874 wurde Strobehnen in den Amtsbezirk Henriettenhof (ab 1928: Amtsbezirk Althof (russisch: Orechowo)) eingegliedert. Er lag im Landkreis Preußisch Eylau, Regierungsbezirk Königsberg, in der preußischen Provinz Ostpreußen. Im Jahre 1910 lebten hier 76 Einwohner.
Am 1. Januar 1929 schloss sich Strobehnen mit der Nachbargemeinde Storchnest (heute russisch auch: Schirokoje) zur neuen Landgemeinde Strobehnen zusammen, die 1930 in den Amtsbezirk Dexen (heute russisch: Nagornoje) übernommen wurde, dem sie bis 1945 zugehörte. 1933 waren in der so neu formierten Gemeinde Strobehnen 175, 1939 schon 181 Einwohner registriert.
Im Jahre 1945 kam Strobehnen infolge des Zweiten Weltkrieges mit dem nördlichen Ostpreußen zur Sowjetunion. 1946 erhielt das Dorf den russischen Namen „Schirokoje“.

#### Schirokoje/Storchnest
Drei Kilometer von Bagrationowsk (Preußisch Eylau) entfernt liegt das kleine ehemals Storchnest genannte Dorf, das oft mit dem gleichnamigen Ort (heute polnisch: Mokajmy) im Landkreis Preußisch Holland verwechselt wird. Das hier erwähnte Storchnest jedoch gehörte bis 1945 zum Landkreis Preußisch Eylau im Regierungsbezirk Königsberg der preußischen Provinz Ostpreußen und wurde 1874 in den Amtsbezirk Henriettenhof (ab 1928 Amtsbezirk Althof (russisch: Orechowo)) eingegliedert. Im Jahre 1910 waren hier 71 Einwohner registriert.
Am 1. Januar 1929 schloss sich Storchnest mit dem Nachbardorf Strobehnen (russisch auch: Schirokoje) zur neuen Landgemeinde Strobehnen zusammen und gehörte somit ab 1930 zum Amtsbezirk Dexen (heute russisch: Nagornoje). Ab 1945 gehörte der Ort zur Sowjetunion und erhielt 1946 mit dem Nachbardorf Strobehnen den russischen Namen „Schirokoje“.

### Seit 1946
Der unter dem Namen Schirokoje vereinigte Ort gehörte bis zum Jahre 2009 zum Orechowski sowjet (Dorfsowjet Orechowo (Althof)) und ist seither – aufgrund einer Struktur- und Verwaltungsreform – eine als „Siedlung“ (russisch: possjolok) eingestufte Ortschaft innerhalb der Dolgorukowskoje selskoje posselenije (Landgemeinde Dolgorukowo (Domtau)) im Rajon Bagrationowsk.

## Kirche
Die Bevölkerung der beiden Dörfer Strobehnen und Storchnest war vor 1945 überwiegend evangelischer Konfession und in das Kirchspiel der Stadt Preußisch Eylau (heute russisch: Bagrationowsk) eingepfarrt. Es gehörte zum Kirchenkreis Preußisch Eylau in der Kirchenprovinz Ostpreußen der Kirche der Altpreußischen Union. Letzter deutscher Geistlicher war Pfarrer Martin Braun.
Heute liegt Schirokoje im Einzugsbereich der evangelisch-lutherischen Dorfkirchengemeinde in Gwardeiskoje (Mühlhausen). Sie ist eine Filialgemeinde der Auferstehungskirche in Kaliningrad (Königsberg) innerhalb der Propstei Kaliningrad der Evangelisch-lutherischen Kirche Europäisches Russland (ELKER).